# Никола Попстоянчев
Никола Попстоянчев е български просветен деец и революционер, деец на Вътрешната македоно-одринска революционна организация.

## Биография
Никола Попстоянчев е роден в Стара Загора, тогава в Османската империя. Завършва духовна семинария, след което учителства в българската мъжка гимназия в Одрин. В периода 1901-1903 година е член на Одринския окръжен революционен комитет на ВМОРО.